# Dobro
Dobro je največja moralna vrednost, je človeška lastnost, katera ustreza človeški biti. Človečnost je dolžnost vsakega posameznika, je pogoj za dobro življenje. To pomeni sodelovanje z drugimi ljudmi, dialog, ljubezen in dostojanstvo osebe.
Filozofi so podali različne odgovore na kreposti, ki določajo vsebino dobrega. Vsako dobro nujno osrečuje človeka. Pri Platonu je Dobro oziroma ideja Dobrega središčni pojem njegove filozofije, nadresničnost, ki določa vsako obliko bivajočega. Ostali ne-teološki filozofski nazori so v razumevanju dobrega nekoliko bolj v stiku s človekovim vsakdanjim delovanjem in njegovimi potrebami. 